# Eryngium viviparum
Eryngium viviparum  es una especie fanerógama de Eryngium perteneciente a la familia de las apiáceas.

## Descripción
Es una herbácea perennifolia, que alcanza un tamaño de 2-10 cm de altura, inerme o casi. Cepa corta, provista de raíces fasciculadas numerosas, finas, obscuras. Tallos c. 0,1 cm de diámetro en la base, ± decumbentes, muy poco ramificados en la parte superior, de color pajizo. Hojas basales 1,5-10 × 0,2-1 cm, persistentes en la antesis, que suelen formar roseta, linear-lanceoladas, gradualmente atenuadas en largo pecíolo sin dientes, regularmente denticuladas o provistas de espínulas tiernas, con un nervio principal y 2 o más secundarios, que discurren ± paralelos desde la base y cuyas ramificaciones forman un retículo tenue; hojas caulinares 0,7-1,7 cm, todas opuestas, palmatipartidas, con 3-5 segmentos –los laterales más pequeños, a veces muy reducidos, todos ± lineares–, amplexicaules, espinulosas, a veces con propágulos exilares en otoño. Capítulos hemisféricos, apenas destacados del involucro, sésiles o con pedúnculo hasta de 2 mm, con (6)7-10 flores, agrupados en dicasios. Brácteas 5-6(12), de 5-10 mm, de 2-3 veces la longitud del capítulo, lanceoladosubuladas, con un par de espínulas laterales, poco rígidas, no punzantes, soldadas en c. 1/4 de su longitud, verdes. Bractéolas 2-4, subuladas, con 0-1 espínula en el margen, muy semejantes a las brácteas. Flores parcialmente abrazadas por aurículas escariosas de brácteas o bractéolas. Sépalos c. 1-2 mm, ovados, rígidos, con espina apical, azulados. Mericarpos de 1,5 mm, desnudos en su mayor parte, con escamas minúsculas en la parte superior. Tiene un número de cromosomas de 2n = 16*, 18.

## Distribución y hábitat
Se encuentra en lugares con encharcamiento temporal, frecuentemente en substrato silíceo; a una altitud de 300-1100 metros en el NW de Francia (Morbihan) y NW de la península ibérica (Galicia, comarca de Sanabria, alrededores de Oporto). 

## Taxonomía
Eryngium viviparum fue descrita por Jacques Etienne Gay y publicado en Annales des Sciences Naturelles, Botanique III, 9: 171. 1848.
Etimología
Eryngium: nombre genérico que probablemente hace referencia a la palabra que recuerda el erizo: "Erinaceus" (especialmente desde el griego "erungion" = "ción"), sino que también podría derivar de "eruma" (= protección), en referencia a la espinosa hojas de las plantas de este tipo.
viviparum: epíteto latíno que significa "vivíparo"
 Sinonimia
- Eryngium pusillum Boiss[4]